# Agonopterix capreolella
Agonopterix capreolella — вид метеликів родини плоских молей (Depressariidae).

## Поширення
Вид поширений в Європі, на Близькому Сході та Північній Азії. Присутній у фауна України.

## Опис
Розмах крил 15-19 мм.

## Спосіб життя
Імаго літають з серпня по травень. Личинки живляться листям бедринця, моркви та веху широколистого.